# The White Princess
The White Princess (en español: La Princesa Blanca) es una serie de televisión de drama histórico estrenada el 16 de abril de 2017 en Starz. The White Princess es la secuela de la serie The White Queen emitida en el 2013.
La miniserie está basada en la novela con el mismo nombre de Philippa Gregory de la serie de libros de "The Cousins’ War".
En la serie de ocho episodios, el matrimonio de Enrique VII y Isabel de York termina efectivamente las guerra de las rosas mediante la unión de las casas de Lancaster y York. Sin embargo, su enemistad y desconfianza mutua, así como las parcelas políticas de sus madres, amenazan con destruir tanto el matrimonio como el reino.

## Historia
La miniserie se centra en la historia de la Guerra de las Dos Rosas de Inglaterra contada desde las perspectiva de las mujeres involucradas.

## Personajes
| Actor              | Personaje                                    | Casa         | N.º de episodios | Duración |
| ------------------ | -------------------------------------------- | ------------ | ---------------- | -------- |
| Jodie Comer        | Reina Elizabeth "Lizzie" de Inglaterra       | York / Tudor | 8                | 2017     |
| Jacob Collins-Levy | Rey Henry VII de Inglaterra                  | Tudor        | 8                | 2017     |
| Michelle Fairley   | Margaret Beaufort                            | Tudor        | 8                | 2017     |
| Rebecca Benson     | Margaret "Maggie" Plantagenet, Lady Pole     | York         | 8                | 2017     |
| Essie Davis        | Reina Viuda Isabel Woodville                 | York         | 6                | 2017     |
| Joanne Whalley     | Margarita de York, Duquesa de Borgoña        | York         | 6                | 2017     |
| Patrick Gibson     | "The Boy" / Príncipe Richard de York         | York         | 4                | 2017     |
| Suki Waterhouse    | Cecily de York                               | York         | 4                | 2017     |
| Albert de Jongh    | Edward "Teddy" Plantagenet, Conde de Warwick | York         | 3                | 2017     |
| Rhys Connah        | Edward "Teddy" Plantagenet, Conde de Warwick | York         | 2                | 2017     |

### Personajes recurrentes
| Actor            | Personaje                                            | Casa  | N.º de episodios | Duración |
| ---------------- | ---------------------------------------------------- | ----- | ---------------- | -------- |
| Heidi Ely        | Princesa Bridget de York                             | York  | 4                | 2017     |
| Ava Masters      | Princesa Catherine de York                           | York  | 4                | 2017     |
| Oliver Hembrough | John de la Pole, conde de Lincoln                    | —     | 4                | 2017     |
| Amy Manson       | Lady Catherine Cathy Gordon                          | —     | 4                | 2017     |
| Anthony Flanagan | Francis Lovell, 1.er Vizconde Lovell                 | —     | 3                | 2017     |
| Jamie Sharpe     | Henry Pole                                           | —     | 3                | 2017     |
| Rollo Skinner    | Ned                                                  | —     | 3                | 2017     |
| Caroline Goodall | Cecily Neville, Duquesa de York                      | York  | 2                | 2017     |
| Rosie Knightley  | Princesa Anne de York                                | York  | 2                | 2017     |
| Susie Trayling   | Elizabeth Eliza de la Pole, Duquesa de Suffolk       | York  | 2                | 2017     |
| Adrian Rawlins   | John de la Pole, Duque de Suffolk                    | —     | 2                | 2017     |
| Richard Dillane  | Sir Thomas Stanley, 1.er Earl de Derby               | —     | 2                | 2017     |
| Guy Williams     | Sir William Stanley, 6.º Earl de Derby               | —     | 2                | 2017     |
| Iain Batchelor   | Maximilian I, Emperador del Imperio Romano Germánico | —     | 2                | 2017     |
| Nicholas Audsley | Lord Strange                                         | —     | 2                | 2017     |
| Andrew Whipp     | Sir Rhicard Pole                                     | —     | 2                | 2017     |
| Billy Barratt    | Príncipe Arthur de Gales                             | Tudor | 1                | 2017     |
| Woody Norman     | Príncipe Henry, Duque de York                        | Tudor | 1                | 2017     |
| Luc Webb         | Príncipe Edward                                      | York  | 1                | 2017     |
| Ned Elliot       | Príncipe Richard Perkin                              | York  | 1                | 2017     |
| Kenneth Cranham  | Obispo John Morton                                   | —     | 1                | 2017     |
| Rossy de Palma   | Reina Isabella                                       | —     | 1                | 2017     |
| Juan Echenique   | Rey Ferdinand                                        | —     | 1                | 2017     |

### Antiguos personajes principales
| Actor         | Personaje    | Casa  | N.º de episodios | Duración | Estado | Causa                                               |
| ------------- | ------------ | ----- | ---------------- | -------- | ------ | --------------------------------------------------- |
| Vincent Regan | Jasper Tudor | Tudor | 5                | 2017     | Muerto | asesinado por Margaret Beaufort luego de asfixiarlo |

### Antiguos personajes recurrentes
| Actor              | Personaje        | Casa | N.º de episodios | Duración | Estado | Causa                         |
| ------------------ | ---------------- | ---- | ---------------- | -------- | ------ | ----------------------------- |
| Emmanuelle Bouaziz | Mary de Burgundy | —    | 1                | 2017     | Muerta | murió al caerse de un caballo |
| Derek Frood        | Mayor de York    | —    | 1                | 2017     | —      | —                             |

## Episodios
La miniserie está conformada por 8 episodios.

## Producción
En octubre del 2013 "The Telegraph" reportó que la cadena Starz estaba planeando desarrollar una miniserie titulada "The White Princess", la cual estaría basada en la novela de Philippa Gregory con el mismo nombre. La serie será la cual sería la secuela de la serie "The White Queen" estrenada en el 2013.
En agosto del 2015 Gregory confirmó que el proyecto estaba planeándose y finalmente el 7 de febrero del 2016 se anunció que la secuela había sido confirmada. Finalmente en febrero de 2016 se anunció que la cadena Starz había dado luz verde a la secuela.
La miniserie de ocho episodios comenzará a rodarse en las localidades de Bristol, Inglaterra.
La escritora Emma Frost ("The White Queen") regresa a la serie como showrunner. Frost junto a Gregory, Colin Callender ("The White Queen"), Michele Buck de Company Pictures y Scott Huff son los productores ejecutivos, mientras que Lachlan MacKinnon es el productor.
El 31 de agosto del 2016 se anunció que Alex Kalymnios, se había unido al equipo de producción de la serie y dirigiría tres episodios.